# Un par de roba chicos
Un par de robachicos es una película de comedia familiar e infantil mexicana de 1967 escrita por Roberto Gómez Bolaños «Chespirito», dirigida por René Cardona Jr. y protagonizada por Viruta y Capulina, junto a Ofelia Montesco. El argumento y la secuencia de esta película son similares y/o diferentes a los de la película, Pepito y los robachicos (1958), de Pepe Romay, Manuel Palacios «Manolín» y María Victoria.Esta película es la segunda parte de una trilogía de películas familiares e infantiles, que empezó con La cigüeña distraída (1966) y finalizó con El nano (1971).

## Sinopsis
Un niño, desobedeciendo las instrucciones que le ha dado su madre decide salir en bicicleta a dar un paseo al parque sin ningún tipo de supervisión. Esta situación es aprovechada por dos robachicos para raptar al pequeño y posteriormente pedir un rescate por él, sin embargo un globo y otro hombre son testigos del acontecimiento, por lo cual es posible hacer un retrato hablado de ambos criminales.
Viruta y Capulina, un par de granjeros que se dedican a vender paja se dan cuenta de que son muy parecidos a los robachicos cuando la imagen de estos últimos aparece en el periódico. Mientras tanto, el grupo de bandidos tiene secuestrados a varios niños en una hacienda abandonada que se encuentra muy cerca de la granja de los protagonistas, por lo cual la policía ronda toda la zona y pone en aviso a los lugareños para que den aviso en caso de detectar a los malhechores.
Es así, que mientras Capulina hace una entrega en la tienda del pueblo, Viruta es atrapado por los bandidos debido a que pasaba con su bicicleta por la hacienda. Estos últimos lo encierran junto con los niños raptados debido a que creen que es un detective que los ha descubierto. Viruta se las ingenia para enviarle una paloma mensajera a Capulina donde le da aviso de la difícil situación en la que se encuentra.
Sin embargo, Capulina distorsiona el mensaje y al llegar a la hacienda en vez de rescatar a su amigo solo lo delata, por lo cual ñel también es capturado y encerrado con el resto. Cuando los ladrones se dan cuenta del tremendo parecido que tienen Viruta y Capulina con los dos integrantes de la banda que han sido identificados, los usan para poner una cuartada a la policía y cobrar el dinero por uno de los rescates de los niños.
De este modo, los mandan a un panteón donde deben recoger dinero. En este lugar ya los espera un policía para atraparlos cuando quieran tomar la recompensa, sin embargo algunas circunstancias divertidas relacionadas con fantasmas, hacen que Viruta y Capulina puedan escapar con el botín para los bandidos, aunque esto le permite a la autoridad seguirlos hasta la guarida.
Una vez que vuelven, Viruta y Capulina en complicidad con los niños, elaboran un plan para escapar de su encierro. Al ser descubiertos, tendrán que enfrentar a sus raptores con sillazos y todo tipo de golpes. Esto permite que los niños escapen y lleguen hasta la carretera, donde encuentran una patrulla a la cual le indican el lugar donde se refugiaban los maleantes.
Cuando la policía llega logra atrapar a algunos de los secuestradores, sin embargo otros escapan en un automóvil. Esto desencadena una emocionante persecución donde Viruta y Capulina persiguen a los bandidos, mientras los oficiales los siguen a ellos en la patrulla debido a que siguen creyendo que ellos forman parte de la banda. Todo termina cuando los coches se estampan en la paja que se encuentra en la granja de Viruta y Capulina, donde terminara por esclarecerse toda la situación.

## Reparto
- Marco Antonio Campos como Viruta
- Gaspar Henaine como Capulina
- Ofelia Montesco como Rosita
- René Cardona
- Ramón Valdés «Don Ramón» como Robachico
- Bryan Rocha
- Oscar A. Badin
- Alberto Sánchez
- Guillermo Sánchez
- Marcelo Chávez como Jefe de los robachicos
- Maricarmen Vela
- José Loza
- Ray Hernández
- Carlos Bravo y Fernández
- César Sandor
- Néstor Domínguez
- José Raúl Mena
- Juan Domingo Méndez
- Jesús Gómez como Robachico